# American Depositary Receipt
ADR (sigla en inglés de American Depositary Receipt) es un título físico que respalda el depósito en un banco estadounidense de acciones de compañías cuyas sociedades fueron constituidas fuera de aquel país, de manera de poder transar las acciones de la compañía como si fueran cualquiera otra de ese mercado. De esta forma, el mecanismo de ADR permite a una empresa extranjera emitir acciones directamente en la bolsa estadounidense. Las acciones subyacentes al ADR se llaman ADS, sigla en inglés de American Depositary Share.
Este instrumento nació a fines de la década de 1920 como respuesta al creciente interés de los estadounidenses por participar en bolsas extranjeras, como el de compañías internacionales de cotizarse en el mercado de Estados Unidos. No obstante, fue a partir de los años 1980 cuando se observa un fuerte aumento en el número de colocaciones de este instrumento. El primer ADR de un país de América Latina en ser colocado en el mercado estadounidense fue el de CTC, Compañía de Teléfonos de Chile en el año 1990.
La empresa que quiere colocar acciones en el mercado estadounidense debe suscribir un contrato con un agente colocador (underwriting). Este garantiza la suscripción de casi la totalidad de la colocación. Luego un banco (banco depositario) emite los ADR. Los inversionistas adquieren estos ADR, y la empresa recibe a cambio los recursos por estos invertidos.
Este banco es el titular de las acciones, a nombre de los inversionistas que adquirieron los ADR. También puede convertirse en el banco custodio si es que mantiene estos títulos físicos.
El inversionista puede negociar estos instrumentos en la bolsa estadounidense o convertirlos en las acciones que representan y negociarlos en la bolsa de origen. Este mecanismo se denomina flowback. Si el inversionista adquiere las acciones en el mercado de origen y las transforma en ADRs para ser transmitidas en Estados Unidos, se dice que está realizando un inflow.

## Ventajas
- Agranda mercado de acciones de la empresa, lo que puede estabilizar precio.
- Mejora imagen de empresa, sus productos y sus instrumentos financieros en EE. UU.
- Estimula a empleados estadounidenses a invertir en la compañía filial.
- Permite entrada al mercado estadounidense a un bajo costo.

## Riesgos
- Riesgo político
- Riesgo cambiario
- Riesgo inflación